# Småfingerört
Småfingerört (Potentilla verna L.) är en växt i familjen rosväxter.

## Beskrivning
Småfingerört är en flerårig ört. Den har ett lågväxt och tuvat växtsätt, med oftast nedliggande stjälkar. Bladen är oftast femfingrade, med småblad som är sågade i spetsen. Växten blommar i maj och juni, med gula, femtaliga blommor i glesa knippen. Arten har flera förväxlingsarter, såsom grå småfingerört (P. subarenaria), gråfingerört (P. acaulis), vårfingerört (P. crantzii) och luddfingerört (P. heptaphylla).

## Utbredning och habitat
Småfingerört förekommer i stora delar av Europa, från Norden till Pyreneiska halvön och Italien. I Sverige är den vanlig till Uppland, men förekommer även längre norrut. Växtplatser är torra slänter. Småfingerörten gynnas av kalkrik mark, och är därför särskilt vanlig på Gotland.[källa behövs]